# Piotr Mańkowski (dziennikarz)
Piotr Mańkowski (ur. 1973) – polski dziennikarz specjalizujący się w tematyce komputerów, gier komputerowych. 

## Życiorys
Urodził się w 1973 roku. Studiował matematykę i dziennikarstwo na Uniwersytecie Warszawskim, zdobywając na tym drugim kierunku tytuł magistra (praca magisterska dotyczyła horroru w środkach masowego przekazu w XX wieku). Kontakt z grami rozwijał m.in. jako stały bywalec giełdy przy ul. Grzybowskiej w Warszawie. W latach 1993–2001 był redaktorem i współpracownikiem kilku czasopism o grach komputerowych, w tym miesięcznika „Secret Service”, w którym pisał pod pseudonimem „Micz”. Następnie, przez osiem lat pracował jako recenzent filmowy w szeregu polskich gazet i czasopism, m.in. w: „Nowej Fantastyce”, „Dzienniku”, „Wprost” i „Filmie”. Przez cztery lata był dyrektorem artystycznym jedynego w Polsce festiwalu filmowego horroru. W roku 2014 pełnił funkcję redaktora naczelnego czasopisma "Secret Service", które zdążyło wydać dwa numery przed ponownym zamknięciem. Od stycznia 2015 pełni funkcję redaktora naczelnego w nowo powstałym miesięczniku „Pixel”.
W 1996 roku wraz z Aleksym Uchańskim oraz Piotrem Gawrysiakiem napisał drugą w Polsce książkę poświęconą grom komputerowym pt. Biblia komputerowego gracza. W 2010 roku wydał swoją drugą książkę pt. Cyfrowe marzenia: Historia gier komputerowych i wideo. Prowadził program GameStory, nawiązujący do przeszłości branży gier komputerowych. Debiutował w branży komiksów scenariuszem „Mamy dużo czasu”, za który w 2014 roku otrzymał nagrodę w konkursie Muzeum Powstania Warszawskiego. Był także scenarzystą wydanego w 2014 roku komiksu „Umarłem na Gibraltarze”, stanowiącego interpretację okoliczności katastrofy samolotu gen. Sikorskiego w 1943 roku, zawierającą domieszkę fikcji literackiej. W 2018 roku opublikował liczącą 676 stron historię elektronicznej rozrywki pt. Wielka księga gier.
Piotr Mańkowski jest miłośnikiem podróży, historii Warszawy, muzyki The Alan Parsons Project i kosmologii. Był też mistrzem Polski dziennikarzy w Scrabble.